# Бродерик, Бет
Бет Бродерик (англ. Beth Broderick, род. 24 февраля 1959) — американская актриса. Получила известность благодаря роли Зельды Спеллман в телесериале «Сабрина — маленькая ведьма».

## Биография
Бет Бродерик, урождённая Элизабет Элис Бродерик (англ. Elizabeth Alice Broderick), родилась 24 февраля 1959 года в городе Фалмуз, штат Кентукки, США, когда ей исполнилось 4 года, вместе с семьёй переехала в Хантингтон-Бич, штат Калифорния. С раннего детства она интересовалась театром и вскоре получила свою первую роль в школьной сценке, ни одну школьную роль Бет не пропускала и играла всегда главных героинь, из-за этого её интерес к театру вырос ещё больше, в связи с чем она решила поступить в Академию драматических искусств в Пасадене.
Окончив Академию в 18 лет она переехала в Нью-Йорк, чтобы стать актрисой. Спустя время она стала директором компании «Monumet». В возрасте 29 лет в 1988 году она снялась в фильме «Украсть дом» в роли соседки, которая соблазняет юного Джона. В 1990 году актриса появилась в фильме «Костёр тщеславия» и нескольких театральных постановках. В 1991 году она начала писать книги, и её актёрская карьера отошла на второй план.
В 1996—2002 годах Бродерик исполняла роль тётушки Зельды в шоу «Сабрина — маленькая ведьма», сериале по мотивам комикса компании Archie Comics. В телесериале она была не только актрисой, но и режиссёром нескольких эпизодов. В 2004 году она получила второстепенную роль мамы Кейт в сериале «Остаться в живых».
На протяжении многих лет Бродерик занимается благотворительностью.

## Избранная фильмография
| Год       |    | Русское название                   | Оригинальное название          | Роль                      |
| --------- | -- | ---------------------------------- | ------------------------------ | ------------------------- |
| 1987      | ф  | Крутые девчата                     | Slammer Girls                  | Эбигейл                   |
| 1988      | с  | Мэтлок                             | Matlock                        | Джейн Барнс               |
| 1988      | ф  | Украсть дом                        | Stealing Home                  | Лесли                     |
| 1990      | с  | Мерфи Браун                        | Murphy Brown                   | Рита                      |
| 1990      | с  | Женаты… с детьми                   | Married… with Children         | мисс Пенза                |
| 1990      | ф  | Костёр тщеславия                   | The Bonfire of the Vanities    | Кэролайн Хефтшанк         |
| 1992      | с  | Северная сторона                   | Northern Exposure              | Линда Анджело             |
| 1993      | ф  | Охотник за тенью                   | Shadowhunter                   | Бобби Кейн                |
| 1996—2002 | с  | Сабрина — маленькая ведьма         | Sabrina, the Teenage Witch     | Зельда Спеллман           |
| 1997      | ф  | Поспешишь — людей насмешишь        | Fools Rush In                  | Трейси Верна              |
| 1997—1998 | мс | Люди в чёрном                      | Men in Black: The Series       | Эйлин                     |
| 2004      | с  | C.S.I.: Место преступления Майами  | CSI: Miami                     | Мона                      |
| 2005—2008 | с  | Остаться в живых                   | Lost                           | Дайан Дженссен            |
| 2006      | с  | Сверхъестественное                 | Supernatural                   | Элис Миллер               |
| 2006      | с  | Ищейка                             | The Closer                     | Морган Блум               |
| 2007      | ф  | Чужой лес                          | Timber Falls                   | Айда                      |
| 2007      | с  | Бионическая женщина                | The Closer                     | Алексис                   |
| 2007      | с  | C.S.I.: Место преступления         | CSI: Crime Scene Investigation | Белинда                   |
| 2008      | с  | Скорая помощь                      | ER                             | Эдит Лэндри               |
| 2009      | с  | Детектив Раш                       | Cold Case                      | Либби Трейнор в 2009 году |
| 2009      | с  | Воздействие                        | Leverage                       | Моника Хантер             |
| 2010      | с  | Касл                               | Castle                         | Барбара Манн              |
| 2010      | тф | Месть подружек невесты             | Revenge of the Bridesmaids     | Оливия Макнебб            |
| 2013      | с  | Под куполом                        | Under the Dome                 | Роуз Твитчелл             |
| 2014      | с  | Мелисса и Джоуи                    | Melissa & Joey                 | доктор Эллен Рандлер      |
| 2017      | с  | Босх                               | Bosch                          | судья Шерон Хоутон        |
| 2018      | с  | Острые предметы                    | Sharp Objects                  | Энни Би                   |
| 2020      | с  | Леденящие душу приключения Сабрины | Chilling Adventures of Sabrina | Зельда Спеллман           |
| 2021      | с  | Уокер                              | Walker                         | миссис Харлан             |